# White Punk
White Punk (рус. Уа́йт Панк; настоящее имя — Даниил Александрович Бумагин; род. 7 мая 1997, Пенза) — российский музыкальный продюсер и автор-исполнитель. Он продюсировал треки для таких артистов, как Pharaoh, Хаски, Jeembo, Big Baby Tape, Платина, OG Buda, Boulevard Depo, Mnogoznaal, ЛСП, Kizaru, Obladaet, Saluki, Джизус, Pussy Riot, Noize MC, Katerina, Yung Trappa и других. Бывший участник объединений Dead Dynasty и FrozenGangBeatz. С 2018 года также ведёт сольную карьеру музыканта.

## Карьера
29 января 2018 года выпустил инструментальный мини-альбом Entropy.
14 февраля 2018 года выпустил дебютный сингл «Вампиръ», тем самым начав карьеру автора-исполнителя.
31 октября 2018 года выпустил дебютный студийный альбом «Вампиръ». Хип-хоп-портал The Flow описал альбом как «готический рок об исследовании внутренней тьмы, в котором можно услышать отсылки как к саундтреку фильмов Балабанова, так и творчеству группы Deftones. А обложка напоминает о „Вороне“, последнем фильме актера Брэндона Ли, трагически погибшего на съемках». Портал rap.ru описал альбом как «мрачный и атмосферный рок, в котором лишь иногда проскальзывают хип-хоп-элементы, а среди музыкальных ориентиров здесь группа Deftones и саундтреки фильмов Балабанова».
Летом 2021 года появился конфликт с основателем Dead Dynasty Pharaoh по поводу авторских отчислений за использование битов, из-за чего White Punk подал в суд на Глеба. По словам Даниила, Pharaoh не выплачивает процент от дохода с 41 песни, спродюсированных White Punk.
3 сентября 2021 года вышел двенадцатый студийный альбом «Сириус». Портал The Flow поместил альбом на 43 строчку «Топ-50 отечественных альбомов 2021».
Весной 2024 года Даниил и Глеб подписались на друг друга в Instagram. 30 августа 2024 года вышел совместный трек Pharaoh и Destroy Lonely «OMEGA», на котором White Punk выступил продюсером.
В феврале 2025 года вышел тринадцатый студийный альбом «Вампиръ: Глава Вторая». На треке «Небо» поучаствовал Pharaoh.
25 апреля 2025 года у Pharaoh вышел альбом «10:13». На некоторых треках Даниил выступил продюсером.
10 июля 2025 Pharaoh в своем Instagram опубликовал новый состав Dead Dynasty, в котором был и White Punk.

## Дискография

### Студийные альбомы
| Название                          | Детали                                                                             |
| --------------------------------- | ---------------------------------------------------------------------------------- |
| Quintillian                       | - Релиз: 10 января 2016 - Лейбл: White Punk - Формат: цифровая загрузка, стриминг  |
| «Ветра» (совместно с Noa)         | - Релиз: 29 ноября 2016 - Лейбл: Noa - Формат: цифровая загрузка, стриминг         |
| Paradox                           | - Релиз: 21 мая 2017 - Лейбл: White Punk - Формат: цифровая загрузка, стриминг     |
| Ugly Tears                        | - Релиз: 22 мая 2017 - Лейбл: White Punk - Формат: цифровая загрузка, стриминг     |
| Entropy                           | - Релиз: 28 января 2018 - Лейбл: РНБ Клуб - Формат: цифровая загрузка, стриминг    |
| Ttwwiinnss (совместно с Tmttmf)   | - Релиз: 20 февраля 2018 - Лейбл: White Punk - Формат: цифровая загрузка, стриминг |
| «Вампиръ»                         | - Релиз: 31 октября 2018 - Лейбл: White Punk - Формат: цифровая загрузка, стриминг |
| «Паук»                            | - Релиз: 29 ноября 2019 - Лейбл: White Punk - Формат: цифровая загрузка, стриминг  |
| «Мрачные тени»                    | - Релиз: 7 августа 2020 - Лейбл: White Punk - Формат: цифровая загрузка, стриминг  |
| Creature (совместно с Billyracxx) | - Релиз: 21 мая 2021 - Лейбл: Billyracxx - Формат: цифровая загрузка, стриминг     |
| «Сириус»                          | - Релиз: 3 сентября 2021 - Лейбл: White Punk - Формат: цифровая загрузка, стриминг |
| «Сириус 2.0»                      | - Релиз: 12 ноября 2021 - Лейбл: White Punk - Формат: цифровая загрузка, стриминг  |
| Wockstar!                         | - Релиз: 28 апреля 2023 - Лейбл: VK Records - Формат: цифровая загрузка, стриминг  |

### Мини-альбомы
| Название                           | Детали                                                                            |
| ---------------------------------- | --------------------------------------------------------------------------------- |
| The Unknown (совместно с Friiiday) | - Релиз: 4 февраля 2020 - Лейбл: White Punk - Формат: цифровая загрузка, стриминг |

### Синглы

#### В качестве ведущего исполнителя
| Название                                     | Год  | Альбом              |
| -------------------------------------------- | ---- | ------------------- |
| «Фаталити» (при уч. Масло Чёрного Тмина)     | 2019 | Внеальбомные синглы |
| «Don’t Wanna Hear It» (совместно с Bexey)    | 2019 | Внеальбомные синглы |
| «1000 Причин» (при уч. Платина)              | 2019 | «Паук»              |
| «Паучъе Молоко» (при уч. Хаски)              | 2019 | «Паук»              |
| «Джонни Д» (совместно с OG Buda)             | 2020 | Внеальбомные синглы |
| «Болен» (при уч. Noa)                        | 2020 | Внеальбомные синглы |
| «Бабки» (при уч. Xerogi)                     | 2021 | Внеальбомные синглы |
| «Bubblegum» (при уч. Tmttmf)                 | 2021 | Внеальбомные синглы |
| «Не Как Все»                                 | 2021 | Внеальбомные синглы |
| «Шипы / Дюраг (Acustic)» (при уч. Isaeva)    | 2021 | Внеальбомные синглы |
| «Monster Sex» (совместно с Billyracxx)       | 2021 | Creature            |
| «Cult Leader» (совместно с Billyracxx)       | 2021 | Creature            |
| «Я Всё Ещё Здесь»                            | 2021 | «Сириус»            |
| «Мимо» (при уч. Mayot)                       | 2021 | «Сириус»            |
| «Гипноз»                                     | 2021 | «Сириус»            |
| «Мимо» (совместно с Treepside при уч. Mayot) | 2021 | Внеальбомные синглы |
| «Первоклассный» (совместно с Yung Trappa)    | 2022 | Free Trappa Album 2 |
| «Не догонят»                                 | 2022 | Внеальбомные синглы |
| «Рейв!»                                      | 2022 | Внеальбомные синглы |

#### В качестве приглашённого исполнителя
| Название                                                          | Год  | Альбом                  |
| ----------------------------------------------------------------- | ---- | ----------------------- |
| «Unplugged (Interlude)» (Pharaoh при уч. Noa и White Punk)        | 2017 | Внеальбомный сингл      |
| «Unplugged 2: Love Kills» (Pharaoh при уч. White Punk)            | 2017 | «Паук»                  |
| «Опиат» (Лилу при уч. White Punk)                                 | 2020 | Mode 1                  |
| «Навсегда» (Платина при уч. White Punk)                           | 2020 | «Опиаты Круг»           |
| «По головам» (Марсело при уч. White Punk)                         | 2021 | Внеальбомные синглы     |
| «Холодный» (Ulwu.Nite при уч. White Punk)                         | 2021 | Внеальбомные синглы     |
| «Real or Fake» (Dominic Lord при уч. Nicky Westside и White Punk) | 2021 | Внеальбомные синглы     |
| «Запрещена» (Nkeeei, Uniqe, Artem Shilovets при уч. White Punk)   | 2022 | «Приятно познакомиться» |
| «Фрейя» (ulwu.nite при уч. White Punk)                            | 2022 | Внеальбомный сингл      |

### Гостевое участие
| Название                                 | Год  | Другие исполнители             | Альбом                  |
| ---------------------------------------- | ---- | ------------------------------ | ----------------------- |
| «Двадцать пятое»                         | 2018 | Xerogi                         | «Участник бледной кожи» |
| «Coldfront»                              | 2019 | Big Baby Tape                  | Dragonborn              |
| «Пьяный весь район»                      | 2019 | Saluki, Noa                    | «Властелин Калек»       |
| «Противоположность современных взглядов» | 2019 | Orutimaru                      | Salt                    |
| «Навсегда»                               | 2019 | Платина                        | «Опиаты Круг»           |
| «Зомби»                                  | 2019 | OG Buda                        | «ОПГ Сити»              |
| «Enchanted»                              | 2021 | Malenkiyyarche                 | Insomnia                |
| «Не одиноко»                             | 2021 | OG Buda                        | Sexy Drill              |
| «Плохой паук панк»                       | 2021 | Plohoyparen                    | «Где плохой поц?»       |
| «Видеозвонок»                            | 2021 | Yung Trappa                    | Forever                 |
| «Трансгуманизм 2.0»                      | 2021 | Noize MC                       | «Выход в город»         |
| «Victor»                                 | 2022 | Friendly Thug 52 Ngg           | Cruiser Aurora          |
| «Бензин»                                 | 2022 | Маленький ярче                 | Dripskii                |
| «Запрещена»                              | 2022 | Nkeeei, Uniqe, Artem Shilovets | «Приятно познакомиться» |